# Tanfoglio L
Le modèle L (P19 L quand il est chambré en 9 x 19 mm ou P21 L quand il est chambré en 9 x 21 mm), est un pistolet semi-automatique fabriqué par Tanfoglio. C'est une arme sportive (utilisé pour le tir sportif de vitesse - IPSC) en Inox chambrée en 9x19mm, en .40 S&W, en 9x21mm IMI pour le marché italien, en .38 Super, en 10mm auto et en .45 ACP.  Elle est dérivée du modèle "Combat Sport" (P19).
Le P19L est une arme de format allongé (canon de 125 mm) , son poids est de 1200 g.
Ce pistolet fonctionne en mode simple action et double action et fonctionne selon le principe du percuteur frappé avec chien externe (marteau). Il est équipé d'une sécurité active ambidextre, de plaquettes de crosse en bois, d'une hausse intégralement réglable, d'un guidon interchangeable  et bénéficie de nombreuses possibilités de personnalisation.